# Dolné Dubové
Dolné Dubové (in ungherese Alsódombó, in tedesco Unter-Dubowan) è un comune della Slovacchia facente parte del distretto di Trnava, nella regione omonima.